# فينيكس رايت: إيس أتورني: سبيريت أوف جاستيس
فينيكس رايت: إيس أتورني: سبيريت أوف جاستيس (بالإنجليزية: Phoenix Wright: Ace Attorney - Spirit of Justice) (باليابانية: 逆転裁判6 غياكتين سايبان 6) هي رواية مرئية من إنتاج كابكوم، واللعبة السادسة في سلسلة ألعاب إيس أتورني.

## القصة
بعد عام من أحداث اللعبة السابقة، يسافر فينيكس رايت إلى مملكة كوراين بهدف السياحة، بينما يبقى تلميذيه أبولو جاستيس وأثينا سايكس في الديار ليهتما بوكالة رايت متعددة المهام.

## الشخصيات
- فينيكس رايت
- أبولو جاستيس
- أثينا سايكس
- نايوتا سادمادي
- إيما سكاي
- ريفا بادما كوراين
- القاضي الكورايني
- إنغا كاركول كوراين
- آلبي يورغايد
- القاضي
- تروسي رايت

### الإنقلاب الأجنبي
- غاسبن بين
- بات رول
- بيسلابن أندستاندن

### الإنقلاب السحري
- السيد رياس
- بوني دو فام
- روجر ريتنز

## وصلات خارجية
- ويكي إيس أتورني
- فينيكس رايت: إيس أتورني: سبيريت أوف جاستيس في قاعدة بيانات الرواية المرئية